# Yannick Stark
Yannick Stark (* 28. Oktober 1990 in Darmstadt) ist ein deutscher Fußballspieler. Der Mittelfeldspieler steht beim KSV Hessen Kassel unter Vertrag.

## Karriere
Nachdem Stark als Jugendlicher zunächst im Kreis Darmstadt für die SG Arheilgen und den SC Hassia Dieburg gespielt hatte, wechselte er in die Jugendabteilung von Eintracht Frankfurt. Dort spielte er mit der A-Jugend in der U19-Bundesliga Süd, hatte aber bereits als Jugendspieler in der Hinrunde der Saison 2008/09 seine ersten beiden Einsätze für die U23-Nachwuchsmannschaft der Eintracht in der Regionalliga Süd. In der Saison 2009/10 ebenfalls noch für die Jugend spielberechtigt, war er unter Trainer Frank Leicht (bzw. ab Februar unter Oscar Corrochano) bereits Stammspieler der U23-Elf und absolvierte 31 Spiele in der Regionalliga.
Anschließend wurde Stark vom Zweitligisten MSV Duisburg für zwei Jahre verpflichtet, aber sofort an den Süd-Regionalligisten SV Darmstadt 98 verliehen. Am 6. August 2010 gab er bei der 0:2-Heimniederlage gegen den SC Pfullendorf sein Debüt für die Lilien. Mit Darmstadt 98 gewann Stark unter Kosta Runjaic nach einer Aufholjagd in der Rückrunde der Spielzeit 2010/11 die Meisterschaft in der Regionalliga Süd und stieg in die 3. Liga auf. Im vorletzten Spiel der Saison, beim vorentscheidenden 2:1-Sieg im Auswärtsspiel gegen Wormatia Worms, hatte er den Siegtreffer erzielt. Von den Lesern des Darmstädter Echos wurde er zum „Spieler der Saison“ gewählt, nachdem er 30 Spiele mit insgesamt sieben Toren absolviert hatte.
Im Sommer 2011 wurde Stark vom Zweitligisten FSV Frankfurt für zwei Jahre verpflichtet, nachdem der noch bis 2012 laufende Vertrag beim MSV Duisburg aufgelöst worden war. Sein Debüt in der 2. Bundesliga hatte Stark zum Saisonauftakt am 15. Juli 2011 gegen den 1. FC Union Berlin, als Trainer Hans-Jürgen Boysen ihn an der Seite von Samil Cinaz auf der Sechser-Position aufbot. Stark kam in seiner ersten Zweitligasaison auf 29 Einsätze, dabei stand er 20-mal in der Startaufstellung. In der Spielzeit 2012/13 erzielte er seine ersten Tore für den FSV: zunächst in der ersten Pokalrunde gegen die SG Sonnenhof Großaspach, am 21. Spieltag beim Auswärtsspiel gegen den FC Erzgebirge Aue auch in der Liga.
Zur Saison 2013/14 wechselte Stark zum Ligakonkurrenten TSV 1860 München, bei dem er einen bis zum 30. Juni 2015 gültigen Vertrag unterschrieb. In der Winterpause der Saison 2014/15 kehrte er zum SV Darmstadt 98 zurück, kam jedoch nur auf insgesamt 78. Spielminuten in drei Einsätzen. Mit den Darmstädtern stieg er 2015 in die Bundesliga auf. Dort kam er allerdings nicht zum Einsatz, worauf er im Sommer 2016 zum FSV Frankfurt in die 3. Liga ausgeliehen wurde. Als er zu seinem Stammverein ans Böllenfalltor zurückkehrte, der zu diesem Zeitpunkt wieder in der 2. Liga spielte, stand er in 29 Spielen auf dem Platz und konnte in diesen drei Tore erzielen. Auch in seiner nächsten Saison kam er auf 22 Einsätze, allerdings auf nur ein Tor. Am 6. Mai 2020 gab der Verein bei einem digitalen Fanabend bekannt, dass der auslaufende Vertrag mit Stark aufgrund einer Reduzierung des Kaders wegen der COVID-19-Pandemie nicht verlängert wird. In seiner letzten Saison bei den Südhessen kam er auf 28 Ligaeinsätze und ein Tor.
Im Juli 2020 schloss er sich Dynamo Dresden an und unterschrieb beim Drittligisten einen Zweijahresvertrag. In seiner ersten Saison mit Dresden stieg er als Meister in die 2. Bundesliga auf. Anfang November 2021 übernahm er das Kapitänsamt von Sebastian Mai, nachdem Dynamo zuvor nur eines der letzten zehn Pflichtspiele nicht verloren hatte.
Im August 2022 wechselte er in die 2. türkische Liga zu Manisa FK.
Im Februar 2024 wechselte er zur SpVgg Unterhaching und unterschrieb dort einen Vertrag bis Saisonende, der nicht verlängert wurde. Nach einem halben Jahr der Vereinslosigkeit schloss Stark sich im Januar 2025 mit einem Vertrag bis Saisonende dem Regionalligisten KSV Hessen Kassel an.

## Erfolge
SV Darmstadt 98
- Aufstieg in die 3. Liga: 2011
- Vizemeister der 2. Bundesliga und Aufstieg in die Bundesliga: 2015

Dynamo Dresden
- Meister der 3. Liga und Aufstieg in die 2. Bundesliga: 2021